# Cercle Brugge Koninklijke Sportvereniging
O Cercle Brugge Koninklijke Sportvereniging, mais conhecido como Cercle Brugge é um clube de futebol da Bélgica, da cidade de Bruges.

## Evolução dos Nomes
- 1899 - Cercle Sportif Brugeois
- 1924 - Royal Cercle Sportif Brugeois
- 1968 - Koninklijke Sportvereninging Cercle Brugge
- 1997 - Cercle Brugge Koninklijke Sportvereniging

## Elenco
- Atualizado em 1 de abril de 2025.[1]

## Titulos
- Jupiler Pro League: 3

(1910/11, 1926/27 e 1929/30).
- Segunda Divisão Belga: (5)

1937/1938, 1970/1971, 1978/1979, 2002/2003, 2017/2018
- Copa da Bélgica: 2

(1926/27 e 1984/85).

## Uniformes

### 1º Uniforme
| 2020–2021 | 2019–2020 |

### 2º Uniforme
| 2020–2021 | 2019–2020 |